# Contenção física
Contenção Física é um termo designado a uma série de técnicas cuja finalidade é limitar a movimentação corporal de uma pessoa. Frequentemente estudado pela polícia e pela medicina psiquiátrica, o conceito abrange um vasto arco de situações onde seu uso pode ser aplicado, desde as mais complexas e perigosas, até as mais comuns do cotidiano. Muitas dessas técnicas são estudadas para a defesa pessoal e para  a própria segurança. A contenção física é um termo muito amplo que envolve uma série de manejos para limitar movimentos, desde os mais simples como segurar as mãos de uma pessoa para evitar uma agressão, até métodos mecânicos mais complexos em situações que exigem um cuidado maior.

## Visão geral
As restrições são usadas principalmente nos seguintes casos:
Prisão de suspeitos: Usada principalmente pela polícia e autoridades prisionais para impedir que delinquentes e prisioneiros escapem ou resistam.
Prevenção de lesões autoprovocadas e suicídio: Usada normalmente entre médicos e enfermeiros para impedir que a pessoa cause danos a si mesma e para evitar possíveis tentativas de suicídio.
Medicina e enfermagem: Usada por médicos e enfermeiros normalmente dentro da medicina psiquiátrica para conter pacientes agressivos com transtornos mentais. Apesar de a contenção médica ser bastante comum dentro da ala da psiquiatria e da psicologia, ela também é bastante comum dentro da odontologia, ortopedia, neurologia e no procedimento de alguns exames clínicos, além de outras situações específicas. Em casos de situações de surtos psiquiátricos essa contenção é feita normalmente por equipes médicas treinadas, com métodos próprios para a realização do procedimento e tentando evitar sofrimento e estresse do paciente.
Escola e redes de ensino: Usada por professores ou assistentes de ensino para conter crianças e adolescentes agressivos, normalmente com problemas comportamentais graves como autismo,TEI,TPB, síndrome de asperger ou síndrome de tourette, para evitar ferir outras pessoas ou a si próprios.

## Métodos básicos

### Técnicas manuais
Os principais métodos envolvem movimentos de contenção originados nas artes marciais com intuito de restringir movimentos de braços e pernas. Esses movimentos são feitos através de chaves de braço, pressão corporal ou submissão, nesse caso quando o indivíduo é restringido por técnicas que causam dor corporal normalmente usados no jiu-jitsu. Esses métodos poden ser classificados em dois tipos, os que causam dor e os que não causam dor. Os métodos mais agressivos e de submissão são comumente utilizados pela polícia contra delinquentes em situações criminais. Já na medicina, esses métodos são repudiados pelo fato de causar sofrimento ao paciente e risco de lesão corporal. Eles vêm a esses métodos como uma forma de contenção terapêutica e estudam os principais modos de restringir sem causar dor.

### Contenção mecânica
Normalmente utilizada em casos mais graves e onde se necessita que a pessoa fique contida por um tempo maior. É chamado contenção mecânica qualquer tipo de objeto ou material que possa restringir os movimentos de alguém. Muito utilizado dentro da polícia e da medicina psiquiátrica, esses aparelhos tem como objetivo travar braços e pernas ou até mesmo impedir a movimentação corporal completa do indivíduo. Entre os mais comuns são:

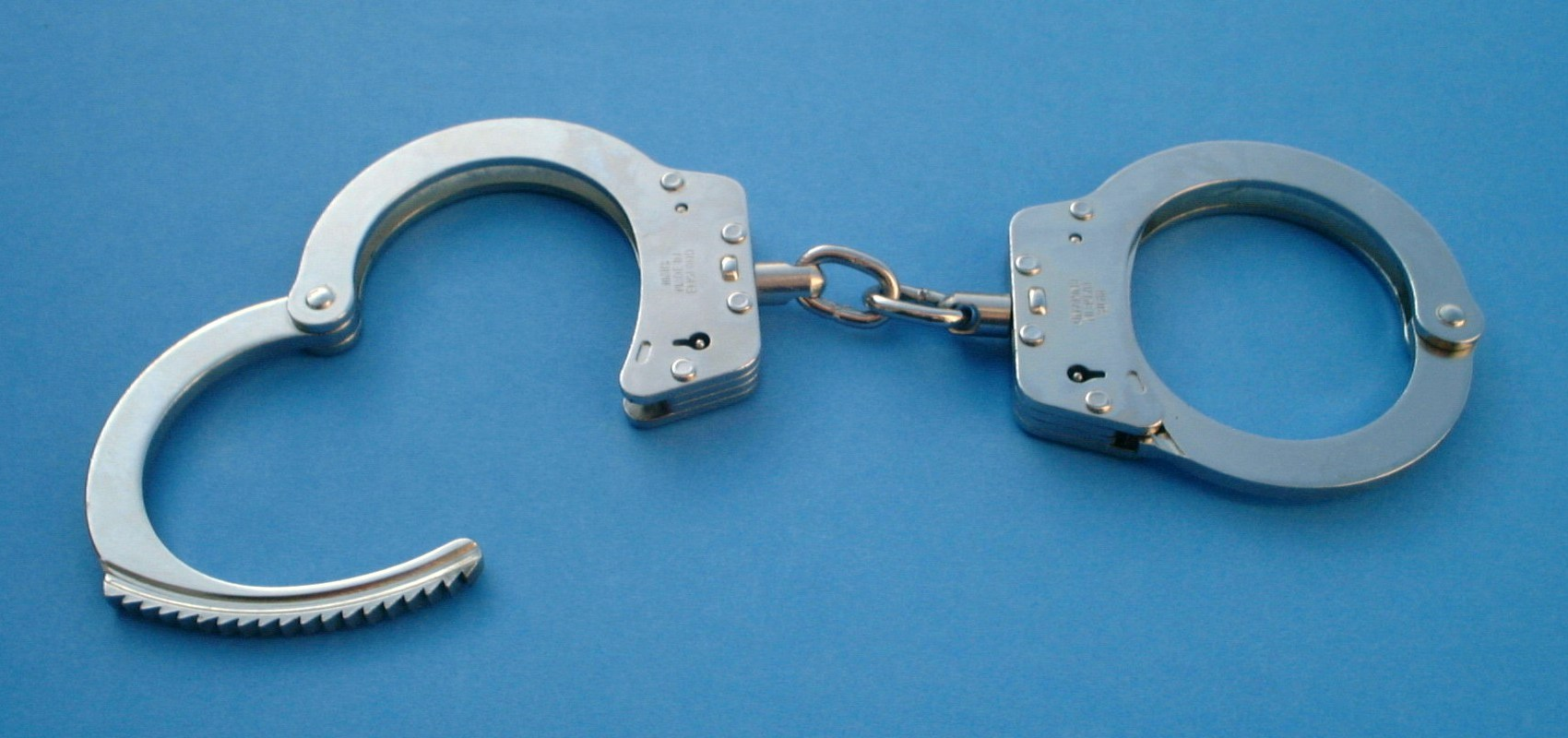
Algemas

Algemas: São dispositivos mecânicos destinados a imobilizar os braços de uma pessoa. São duas pulseiras metálicas presa uma a outra, quando colocada nos pulsos de uma pessoa  e travada, tira quase completamente os movimentos dos braços. As algemas normalmente são feitas de aço e depois de travadas só podem ser abertas com o uso de chaves.  São muito difíceis de serem quebradas ou abertas de algum outro modo. É muito utilizada pela polícia. Existem outros tipos de algemas menos comuns como a de tornozelo chamadas de grilhão.

Camisas de Força: É uma jaqueta projetada para imobilizar uma pessoa. Utilizada para conter pessoas em surtos de agressividade. É muito utilizada dentro da medicina psiquiátrica.  
A jaqueta é feita com lona e reforçada com couro, possui mangas sem saídas e extremamente longas que são fixadas nas costas de forma que os braços fiquem cruzados sobre o peito e possue algumas fivelas que prendem os antebraços e outras que prendem um braço ao outro. 

Camisa de Força

Ela também possui dois cintos presos a sua parte frontal que quando utilizados passam pelas virilhas e são fechados nas costas impedindo que a pessoa tente tirá-la por cima. Quando fechada consegue restringir 100% dos membros superiores de uma pessoa. Essa jaqueta é extremamente resistente e dificilmente é rasgada ou danificada.

Outros tipos de contenção mecânica:
São inúmeros tipos de técnicas utilizados nessa situação, devido a medicina sempre ter um cuidado maior com as pessoas, o uso de algemas e outros aparelhos foi abolido devido o risco deles poderem machucar os pacientes e por isso foram pensadas em outros equipamentos mais leves e não metálicos.

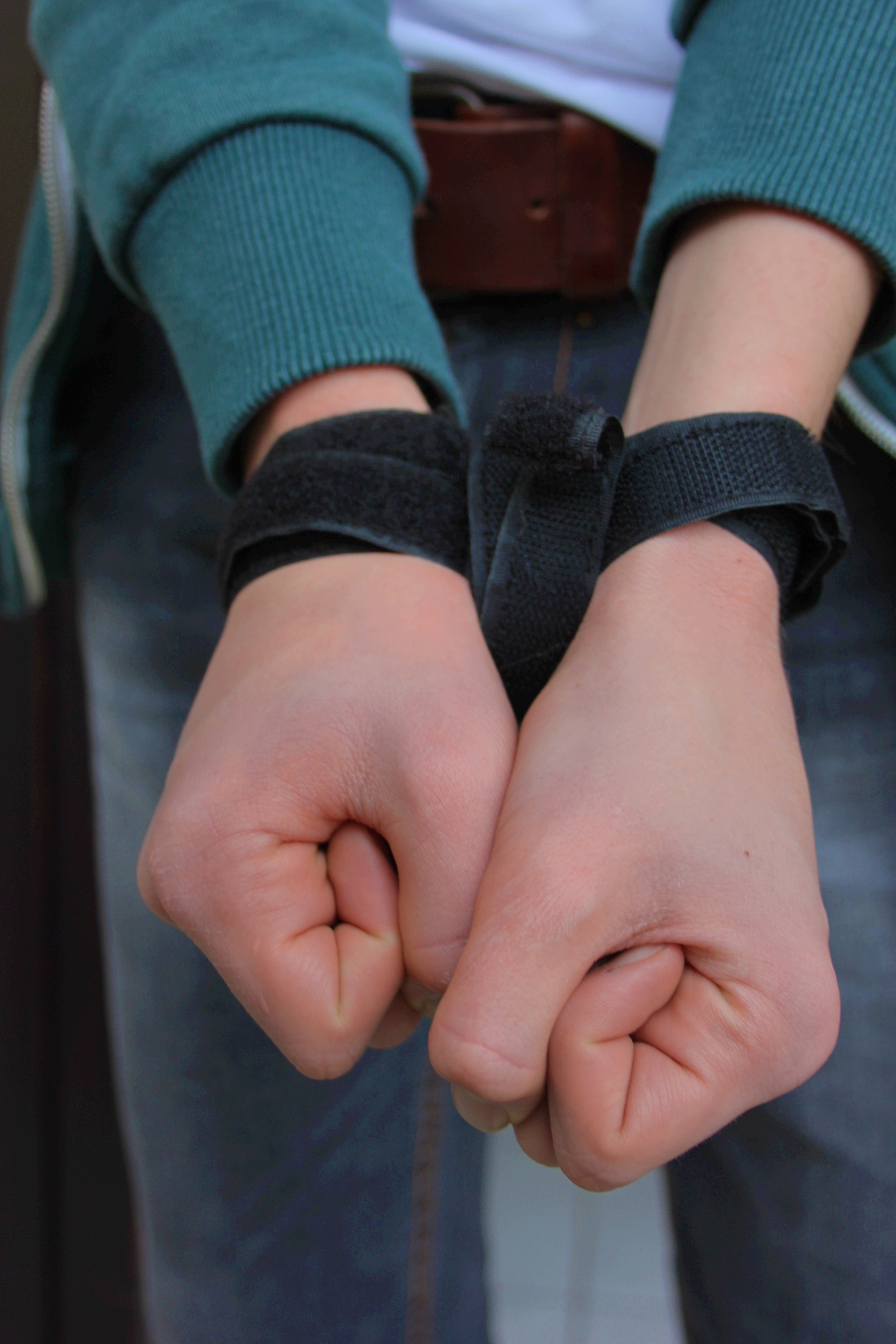
Algemas de velcro usadas para substituir as algemas comuns por conta de seu material leve e protetivo. Porém seu poder de contenção é igualmente grande.

É bastante comum que a contenção seja feita com faixas de algodão, cujo material leve e macio não apresenta desconfortos além de proteger os membros em caso de tentativa de escape, apesar disso essas faixas são bastante fortes e resistentes. Alguns tipos de gaze e tecidos também são bastante utilizados.

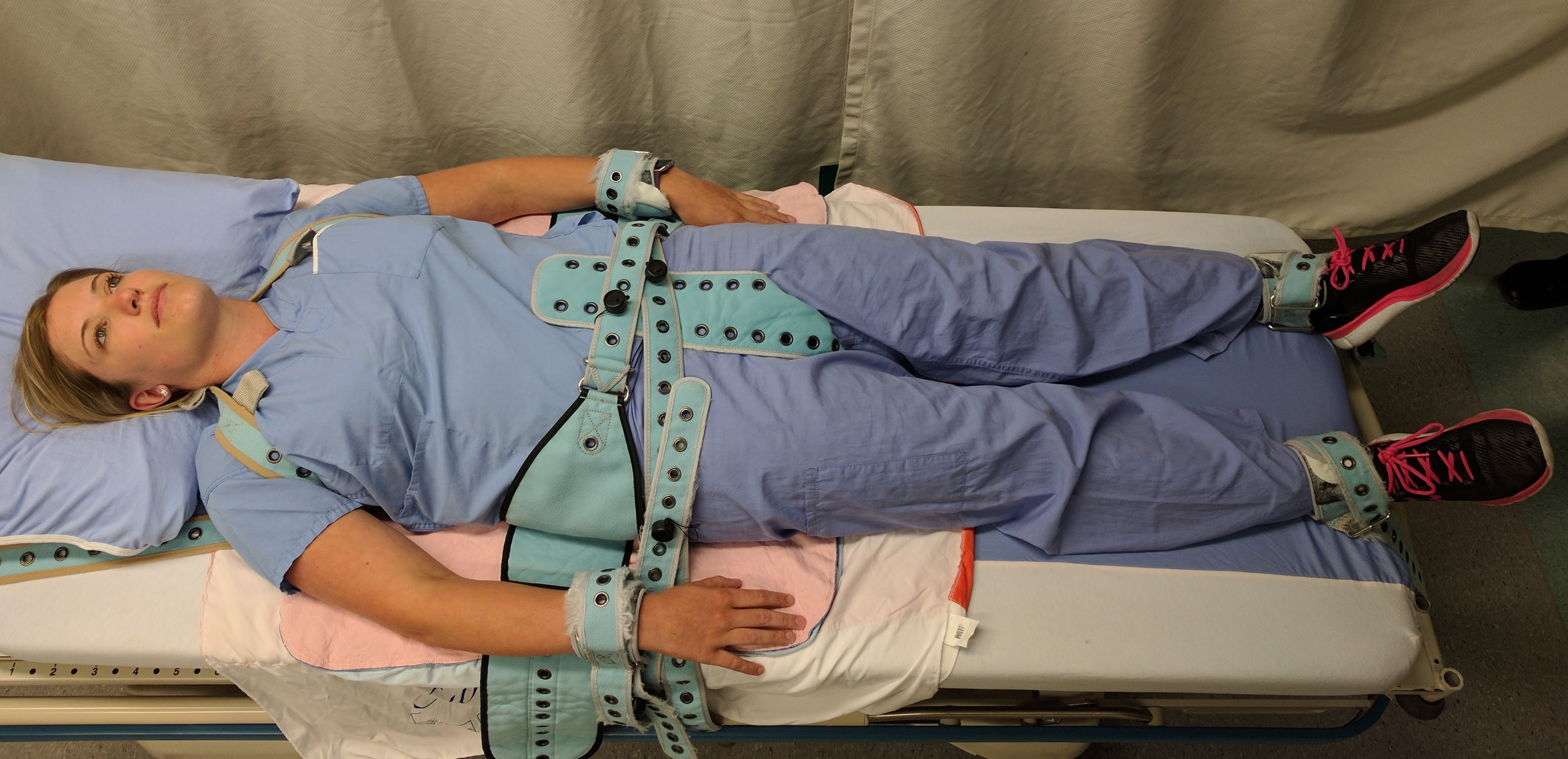
Contenção Pinel

Em situações onde é necessária a contenção total, são utilizadas técnicas onde a pessoa é colocada em uma cama ou acento próprios para esse tipo de situação e seus membros são presos a eles. Na contenção pinel por exemplo é usado um cinto que prende o abdome da  essoa a cama, nas laterais do cinto há duas pulseiras que prendem os braços do paciente a ele, os ombros são presos na cama por dois elásticos que o contornam pelas axilas e puxam para baixo e os pés são presos com cintos próprios no fim da cama. 
Existem truques com lençóis que podem ser usados para contenção e as vezes a própria roupa que a pessoa está usando pode ser um facilitador em situações de emergência.

## Riscos de contenções físicas
Conter alguém contra sua vontade é geralmente um crime na maioria das jurisdições, a menos que seja explicitamente sancionado por lei.
A contenção física feita de modo errado pode resultar e muitos problemas como lesões corporais, estresse mental e até mesmo a morte.  Uma contenção feita de forma errada pode causar:
- Asfixia
- Engasgo
- Vômito
- Problemas de Circulação
- Problemas nevrálgicos
- Hemorragias
- Hipotermia ou hipertermia
- Trombose venosa profunda
- Embolia pulmonar

A contenção física pode ser perigosa. Muitos dos problemas acima podem levar a morte, por essas e muitas outras razões, é necessário extremo cuidado para realizá-las. Existem algumas técnicas conhecidas como Técnicas De-escalation que visam diminuir a agressividade de forma gradual nesses momentos, reduzindo a tensão emocional e acalmando a pessoa. Essas técnicas tendem a evitar que as pessoas, principalmente aquelas com algum transtorno cheguem a esse ponto de explosão. Por isso é sempre bom monitorar o comportamento de uma pessoa com essa tendência e perceber quando alguma coisa diferente se aproxima para tentar diminuir o estresse do momento.